# Taccjana Mikalajevna Pucsak
Taccjana Mikalajevna Pucsak (belaruszul: Таццяна Мікалаеўна Пучак, oroszul: Татьяна Николаевна Пучек [Tatyjana Nyikolajevna Pucsek]; Minszk, 1979. január 9. –) fehérorosz teniszezőnő, olimpikon.
1998–2012 közötti profi pályafutás során nyolc páros WTA-tornán diadalmaskodott, továbbá három egyéni és húsz páros ITF-torna győztese. Legmagasabb világranglistán elfoglalt egyéni helyezése ötvenötödik volt, ezt 2002 júliusában érte el, párosban a 25. helyig jutott 2008. szeptember 29-én. Legjobb Grand Slam-tornán elért egyéni eredményét a 2003-as Australian Openen teljesítette, amikor is a harmadik körig jutott. Ugyancsak a harmadik körig jutott párosban 2009-ben Wimbledonban és a 2008-as US Openen.
1997–2011 között 52 mérkőzést játszott Fehéroroszország Fed-kupa-válogatottjának tagjaként 37–15-ös eredménnyel. Fehéroroszországot képviselte a 2008-as pekingi olimpia női páros versenyén.
2012-ben visszavonult és Fehéroroszország Fed-kupa-válogatottjának kapitánya lett. 2017-ben a Fed-kupában elért eredményeiért megkapta az Award of Excellence díjat.

## WTA-döntői

### Egyéni

#### Elvesztett döntői (1)
|   | Dátum            | Torna                  | Borítás | Ellenfél a döntőben | Eredmény a döntőben |
| 1 | 2002. június 10. | Tashkent Open, Taskent | Kemény  | Marie Mikaelian     | 6-4, 6-4            |

### Páros

#### Győzelmei (8)
| Összesítés           |                        |
| Grand Slam-torna (0) |                        |
| Tier I (0)           | Premier Mandatory* (0) |
| Tier II (0)          | Premier Five* (0)      |
| Tier III (1)         | Premier* (0)           |
| Tier IV (3)          | International* (4)     |
| Tier V (0)           | Challenger* (0)        |

* 2009-től megváltozott a tornák rendszere. Challenger tornákat 2012-től rendeznek.
 Az egymás mellett azonos színnel jelölt tornatípusok között nincs teljes mértékű megfelelés.
|    | Dátum                | Torna                                        | Borítás | Partner              | Ellenfelek a döntőben                     | Eredmény a döntőben |
| 1  | 2002. június 10.     | Tashkent Open, Taskent                       | Kemény  | Tetyana Perebijnyisz | Mia Buric Galina Fokina                   | 7-5, 6-2            |
| 2  | 2003. október 6.     | Tashkent Open, Taskent                       | Kemény  | Julija Bejhelzimer   | Li Ting Szun Tien-tien                    | 6-3, 7-6 (7-0)      |
| 3  | 2006. október 2.     | Tashkent Open, Taskent                       | Kemény  | Viktorija Azaranka   | Maria Elena Camerin Emmanuelle Gagliardi  | visszaléptek        |
| 4  | 2008. szeptember 15. | Guangzhou International Women’s Open, Kanton | Kemény  | Marija Koritceva     | Jen Ce Szun Tien-tien                     | 6-3, 4-6, [10-8]    |
| 5. | 2009. szeptember 20. | Guangzhou International Women’s Open, Kanton | Kemény  | Volha Havarcova      | Date Kimiko Szun Tien-tien                | 3–6, 6–2, [10–8]    |
| 6. | 2009. szeptember 27. | Tashkent Open, Taskent                       | Kemény  | Volha Havarcova      | Vitalija Gyjacsenko Kacjarina Dzehalevics | 6–2, 6–7(1), [10–8] |
| 7. | 2010. szeptember 25. | Tashkent Open, Taskent                       | Kemény  | Alekszandra Panova   | Alexandra Dulgheru Magdaléna Rybáriková   | 6–3, 6–4            |
| 8. | 2011. július 24.     | Baku Cup, Baku                               | Kemény  | Marija Koritceva     | Monica Niculescu Galina Voszkobojeva      | 6-3, 2–6, [10–8]    |

#### Elvesztett döntői (7)
|    | Dátum              | Torna                                 | Borítás | Partner                  | Ellenfelek a döntőben                      | Eredmény a döntőben |
| 1. | 2001. június 17.   | Tashkent Open, Taskent                | Kemény  | Tetyana Perebijnyisz     | Mandula Petra Patricia Wartusch            | 1–6, 4–6            |
| 2. | 2003. február 9.   | Bangalore Open, Bengaluru             | Kemény  | Jevgenyija Kulikovszkaja | Jelena Lihovceva Iroda To’laganova         | 4–6, 4–6            |
| 3. | 2007. július 22.   | Cincinnati Masters, Cincinnati        | Kemény  | Alina Zsidkova           | Bethanie Mattek Szánija Mirza              | 6–7(4), 5–7         |
| 4. | 2007. október 7.   | Tashkent Open, Taskent                | Kemény  | Anastasia Rodionova      | Kacjarina Dzehalevics Nasztasszja Jakimava | 6–2, 4–6 [7–10]     |
| 5. | 2007. október 14.  | Kremlin Cup, Moszkva                  | Kemény  | Viktorija Azaranka       | Cara Black Liezel Huber                    | 6–4, 1–6 [7–10]     |
| 6. | 2008. január 11.   | Medibank International Sydney, Sydney | Kemény  | Tetyana Perebijnyisz     | Jen Ce Cseng Csie                          | 4–6, 6–7(5)         |
| 7. | 2010. augusztus 7. | E-Boks Open, Koppenhága               | Kemény  | Vitalija Gyjacsenko      | Julia Görges Anna-Lena Grönefeld           | 4–6, 4–6            |

## Eredményei Grand Slam-tornákon

### Egyéni
| Grand Slam | Australian Open | Australian Open | Roland Garros | Roland Garros   | Wimbledon | Wimbledon        | US Open  | US Open            |
| Év         | Eredmény        | Utolsó ellenfél | Eredmény      | Utolsó ellenfél | Eredmény  | Utolsó ellenfél  | Eredmény | Utolsó ellenfél    |
| 1999       | –               | –               | –             | –               | –         | –                | 1. kör   | Venus Williams     |
| 2000       | –               | –               | –             | –               | –         | –                | –        | –                  |
| 2001       | 1. kör          | Justine Henin]] | 2. kör        | Sandrine Testud | 1. kör    | Sandra Cacic     | 2. kör   | Miroslava Vavrinec |
| 2002       | 1. kör          | Dája Bedáňová   | 1. kör        | Kim Clijsters   | 2. kör    | Nathalie Dechy   | 1. kör   | Amanda Coetzer     |
| 2003       | 3. kör          | Kim Clijsters   | 1. kör        | E Gagliardi     | 1. kör    | Dája Bedáňová    | 1. kör   | Lisa Raymond       |
| 2004       | –               | –               | –             | –               | –         | –                | –        | –                  |
| 2005       | –               | –               | –             | –               | 1. kör    | Mara Santangelo  | –        | –                  |
| 2006       | –               | –               | –             | –               | –         | –                | 1. kör   | Juliana Fedak      |
| 2007       | –               | –               | 2. kör        | Raluca Olaru    | 2. kör    | Anna Csakvetadze | 1. kör   | M E Camerin        |
| 2008       | 1. kör          | Amélie Mauresmo | –             | –               | –         | –                | –        | –                  |

### Páros
| Grand Slam | Australian Open              | Australian Open                 | Roland Garros              | Roland Garros                       | Wimbledon                    | Wimbledon                           | US Open                         | US Open                               |
| Év         | Eredmény Partner             | Utolsó ellenfél                 | Eredmény Partner           | Utolsó ellenfél                     | Eredmény Partner             | Utolsó ellenfél                     | Eredmény Partner                | Utolsó ellenfél                       |
| 1999       | –                            | –                               | –                          | –                                   | –                            | –                                   | 1. kör J Kostanić Tošić         | Sz Krivencseva Maja Murić             |
| 2000       | 1. kör Nadzeja Asztrovszkaja | M Lučić-Baroni Natallja Zverava | 2. kör Petra Rampre        | Alicia Molik Linda Wild             | 1. kör Sz Krivencseva        | Amélie Cocheteux Nathalie Dechy     | 1. kör A Zaporozsanova          | Cara Black Jelena Lihovceva           |
| 2001       | 1. kör Alina Zsidkova        | Janet Lee Wynne Prakusya        | 2. kör Eva Bes             | Els Callens Meghann Shaughnessy     | 2. kör Eva Bes               | Amanda Coetzer Lori McNeil          | 2. kör T Perebijnyisz           | Martina Navratilova A Sánchez Vicario |
| 2002       | 1. kör Ljubomira Bacseva     | Rika Hiraki Nana Miyagi         | 1. kör Ljubomira Bacseva   | Fudzsivara Rika Szugijama Ai        | 2. kör T Perebijnyisz        | Janet Lee Wynne Prakusya            | 1. kör T Perebijnyisz           | Martina Hingis Anna Kurnyikova        |
| 2003       | 1. kör J Kulikovszkaja       | Cara Black Jelena Lihovceva     | 1. kör Anastasia Rodionova | Mandula Petra Patricia Wartusch     | 1. kör J Bejhelzimer         | Milagros Sequera Mashona Washington | 2. kör J Bejhelzimer            | Marion Bartoli Miryam Casanova        |
| 2004       | 2. kör J Bejhelzimer         | Marion Bartoli Miryam Casanova  | 1. kör J Bejhelzimer       | Jennifer Hopkins Mashona Washington | 2. kör J Bejhelzimer         | Claire Curran Jane O’Donoghue       | 1. kör J Bejhelzimer            | Nagyja Petrova Meghann Shaughnessy    |
| 2005       | 1. kör Juliana Fedak         | J Gyementyjeva Szugijama Ai     | –                          | –                                   | 1. kör N Jakimava            | Lisa McShea Abigail Spears          | –                               | –                                     |
| 2006       | –                            | –                               | 1. kör N Jakimava          | Cvetana Pironkova Jüan Meng         | 1. kör N Jakimava            | M Díaz-Oliva Natalie Grandin        | –                               | –                                     |
| 2007       | –                            | –                               | 2. kör V Bargyina          | Cara Black Liezel Huber             | –                            | –                                   | 2. kör T Tanasugarn             | Tathiana Garbin Sahar Peér            |
| 2008       | 2. kör Anastasia Rodionova   | Cara Black Liezel Huber         | 2. kör Anastasia Rodionova | C Dellacqua F Schiavone             | 1. kör Anastasia Rodionova   | Serena Williams Venus Williams      | Negyeddöntő Anastasia Rodionova | Marina Eraković J Kostanić Tošić      |
| 2009       | 2. kör Anastasia Rodionova   | A-L Grönefeld Patty Schnyder    | 1. kör M Jugić-Salkić      | K Jans-Ignacik Alicja Rosolska      | Negyeddöntő Marija Koritceva | Kristina Barrois Tathiana Garbin    | 1. kör Marija Koritceva         | Tatjana Malek Andrea Petković         |
| 2010       | 1. kör Volha Havarcova       | Szávay Ágnes Roberta Vinci      | 1. kör İpek Şenoğlu        | Vera Dusevina J Makarova            | 1. kör K Dzehalevics         | V Ruano Pascual M Shaughnessy       | 1. kör K Dzehalevics            | Hszie Su-vej Peng Suaj                |
| 2011       | 1. kö V Gyjacsenko           | Julia Görges Lisa Raymond       | 1. kör A Panova            | V Azaranka M Kirilenko              | 2. kör Marija Koritceva      | Peng Suaj Cseng Csie                | 2. kör Marija Koritceva         | Jarmila Gajdošová B Mattek-Sands      |

## Év végi világranglista-helyezései
| Év     | 1994 | 1995 | 1996 | 1997 | 1998 | 1999 | 2000 | 2001 | 2002 | 2003 | 2004 | 2005 | 2006 | 2007 | 2008 | 2009 | 2010 | 2011 | 2012 |
| Egyéni | 780. | 720. | 358. | 231. | 211. | 135. | 87.  | 76.  | 99.  | 121. | 232. | 168. | 116. | 94.  | 180. | 263. | 357. | 941. | –    |
| Páros  | –    | 834. | 366. | 211. | 168. | 122. | 72.  | 83.  | 76.  | 64.  | 104. | 112. | 99.  | 39.  | 37.  | 54.  | 53.  | 71.  | 840. |